# Phiala ochriventris
Phiala ochriventris är en fjärilsart som beskrevs av Embrik Strand 1911. Phiala ochriventris ingår i släktet Phiala och familjen Eupterotidae. Inga underarter finns listade i Catalogue of Life.